# Bicosoecaceae
Famille
Les Bicosoecaceae sont une famille de chromistes de l'embranchement des Bigyra, de la classe des Bikosea et de l’ordre des Bicoecida.

## Étymologie
Le nom de la famille vient du genre type Bicosoeca dérivé des racines grecques βικοσ / bikos, « amphore, vase, bol », et  ‑oekein, habitat, littéralement « habitat en forme de vase ».

## Description
Le genre type Bicosoeca se présente sous la forme de cellules incolores, sphériques à ellipsoïdales, unicellulaires ou réunies en colonies.
Les cellules portent deux flagelles émoussés inégaux, insérés antéro-latéralement à côté d'une structure péristomiale qui ressemble à une lèvre saillante entourant la zone cytostomale. Le flagelle le plus court, lisse, est dirigé vers l'arrière, avec une extrémité attachée à un lorica (loge).
Le flagelle plus long et poilu est maintenu dans une légère courbe devant la cellule, battant avec une faible amplitude ; il est actif dans la natation et l'alimentation.
Lorsqu'une cellule est perturbée, le flagelle court se contracte et la cellule se retire au fond de la lorica, tandis que le flagelle long s'enroule en un serpentin serré à l'extrémité antérieure de la cellule.
Les Lorica sont organiques, amorphes ou fibreuses ; de forme, de taille et d'épaisseur variables, fournissant la plupart des caractères taxonomiques du genre. Certaines loriques sont constituées d'une matrice fine, transparente, tissée de façon aléatoire.
D'autres sont plus épaisses, tissées de façon plus régulière et parfois ornées de rayures. La forme de la lorica est visible en microscopie optique, mais les détails de sa structure ne peuvent généralement être résolus que par microscopie électronique.
La reproduction se fait par division cellulaire ; une des cellules filles s'échappe et forme un nouveau lorica, en commençant par la base (ou le pédoncule).
Chez les espèces où les cellules filles ont tendance à rester collées à la lorica mère, des colonies peuvent se développer.

## Distribution
Les espèces du genre Bicosoeca vivent principalement dans les eaux douces ; quelques-unes sont connues dans les eaux saumâtres et marines ; certaines sont très communes et largement répandues, mais sont souvent négligées par les observateurs.

## Liste des genres
Selon AlgaeBase (8 septembre 2022) :
- Bicosoeca H.J.Clark, 1866  genre type
  - Espèce type : Bicosoeca lacustris James-Clark 1867[2]
- Cantina T.Panek, A.Yabuki, I.Cepicka, K.Takishita, Y.Inagaki & B.S.Leander, 2015
- Codomonas Lackey, 1939
- Domatomonas Lackey, 1939
- Hedraeophysa W.S.Kent, 1880
- Poteriodendron F.Stein, 1878
- Stephanocodon Pascher, 1942
- Symbiomonas Guillou & Chrétiennot-Dinet, 1999

## Systématique
Le nom correct complet (avec auteur) de ce taxon est Bicosoecaceae Haeckel, 1894.